# Jeskyně Na Špičáku
Die Jeskyně Na Špičáku (deutsch Spitzsteinhöhle) zwischen den Dörfern Supíkovice (deutsch Saubsdorf) und Písečná (deutsch Sandhübel) im Okres Jeseník (Kreis Freiwaldau) ist eine der ältesten dokumentierten Höhlen in Mitteleuropa. Der deutsche Name stammt von den vorherigen deutschmährischen Bewohner der Region.

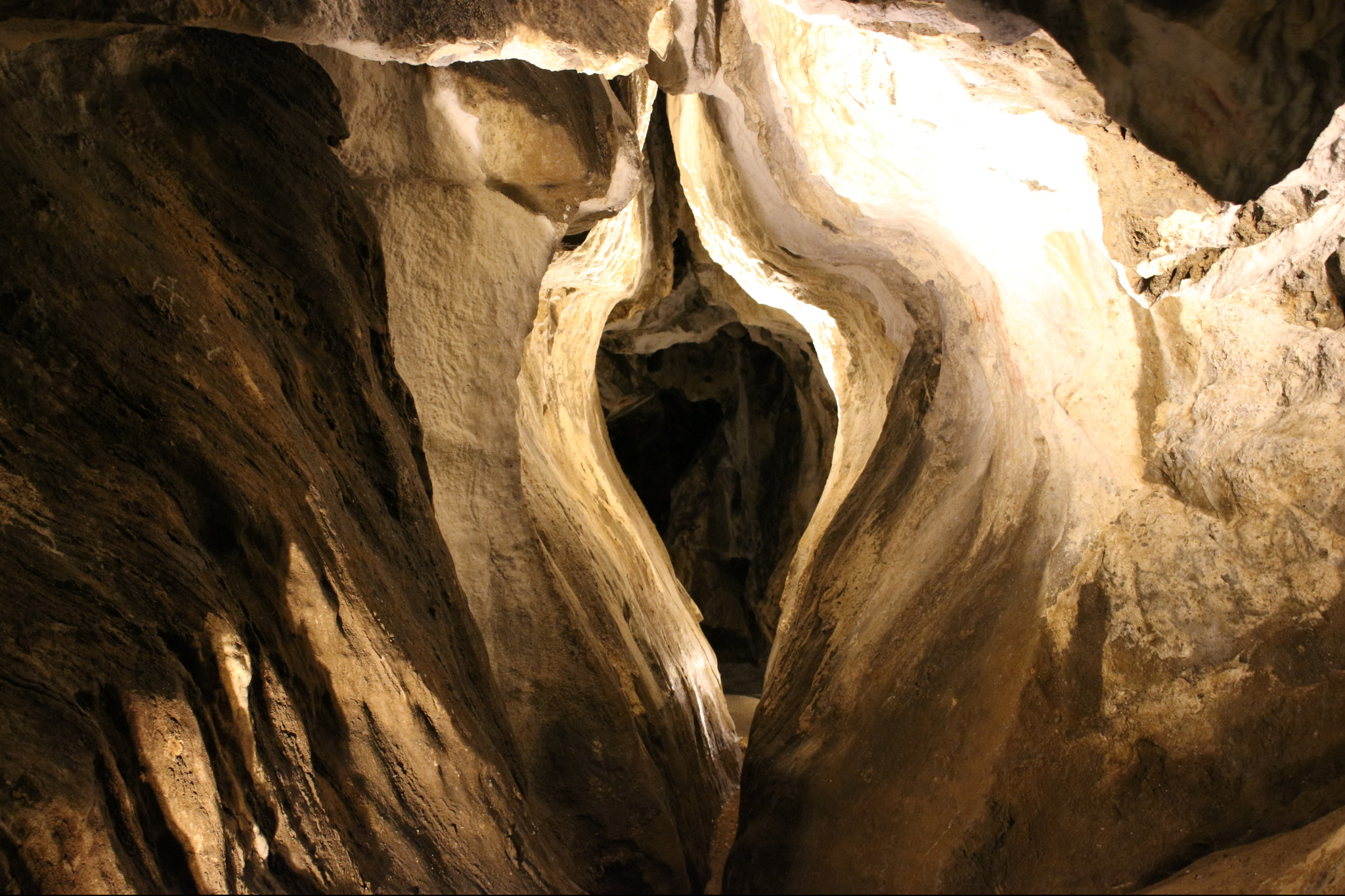
Felsformation in der Spitzsteinhöhle

## Geologie
Das über 400 Meter lange Labyrinth aus Gängen und Spalten entstand aus devonischem Marmor. Die Entwicklung des örtlichen Karsts wurde maßgeblich durch das Schmelzwasser eines zurückweichenden Gletschers beeinflusst, das den Höhlengängen ihre endgültige Form verlieh. Von der Höhle aus führt grünes Zeichen weiter durch ein kleines Naturreservat, das sich um den Gipfel des Spitzsteins befinden.

## Geschichte
Die erste schriftliche Erwähnung stammt von Antonius Walle aus dem Jahr 1430. Die Höhle diente oft als Unterschlupf, wie zahlreiche Inschriften an den Wänden belegen, deren älteste von 1519 stammt. In den Jahren 1884–1885 wurde die Höhle vom Mährisch-Schlesischen Sudetengebirgsverein der Öffentlichkeit zugänglich gemacht. Heutiger Betreiber ist die Höhlenverwaltung der Tschechischen Republik. Der Rundgang durch die Höhle ist 230 Meter lang.
Im Jahr 2014 wurden vor allem im zentralen Teil der Höhle Restaurierungsarbeiten an Wandmalereien aus dem späten Mittelalter bis zum frühen 20. Jahrhundert abgeschlossen.

## Verweise
- Zwischen Erde und Himmel Artikel auf wochenblatt.pl
- Eintrag über die Höhle der Höhlenverwaltung der Tschechischen Republik